# Obfuscator
Obfuscator eller obfuskator är ett datorprogram som förvränger eller krånglar till källkoden till program. Programutvecklare använder sådana program för att göra det svårt för andra att rekonstruera källkoden efter att programmet har kompilerats. Ordet kommer av engelskans obfuscation – det vill säga att förvränga för att med avsikt krångla till eller fördunkla något.
Det är oftast möjligt att komma förbi sådana program men det tar längre tid att komma åt källkoden och ju mer avancerad en obfuscator är desto svårare blir det att rensa upp koden.